# Alberto Chividini
Alberto Rodolfo Chividini (Tucumán, 23 febbraio 1907 – Buenos Aires, 31 ottobre 1961) è stato un calciatore argentino, di ruolo difensore.

## Carriera
Durante la Copa América 1929 Chividini, con la maglia dell'Argentina, scese in campo in due occasioni: nella partita contro l'Uruguay e poi contro il Paraguay. L'anno seguente viene convocato per il Mondiale, in cui disputò la sola partita contro il Messico, laureandosi vicecampione del mondo.
Tre anni dopo vince il campionato d'Argentina con la sua squadra di club, il San Lorenzo de Almagro.

## Palmarès

### Club
- Campionato argentino: 2

San Lorenzo: 1933, 1936

### Nazionale
- Campeonato Sudamericano de Football: 1

Argentina 1929